# Luciobarbus

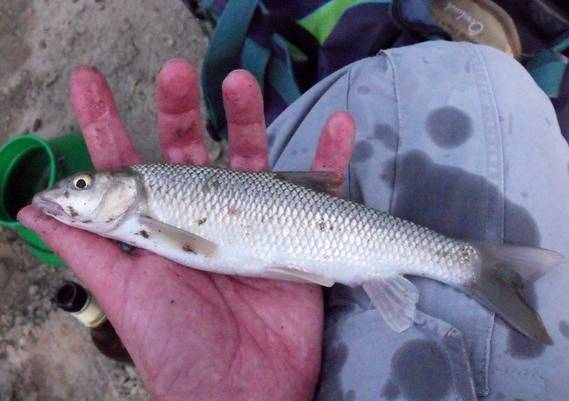
Luciobarbus graellsii

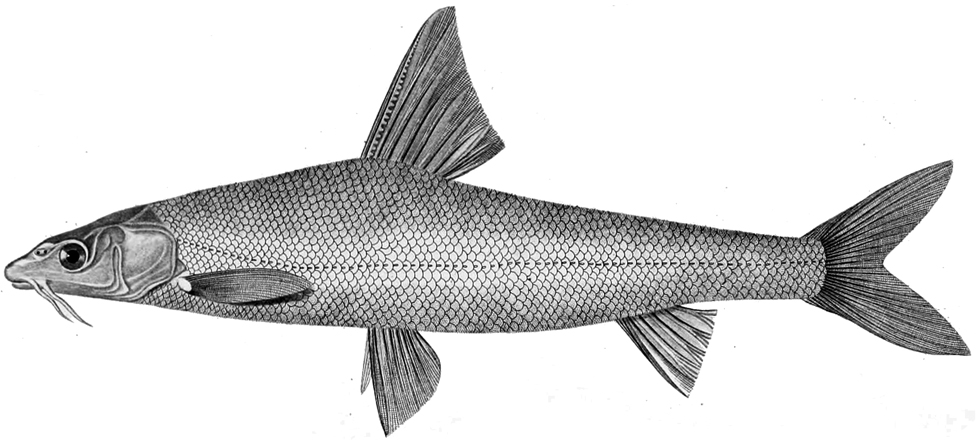
Luciobarbus brachycephalus

Luciobarbus Heckel, 1843 è un genere di pesci ossei d'acqua dolce appartenenti alla famiglia Cyprinidae.

## Distribuzione e habitat
Il genere Luciobarbus è diffuso su un areale che va dalla penisola Iberica e il nord Africa al bacino idrografico del Tigri e dell'Eufrate e all'Iran nonché ai tributari del mar d'Aral. In Europa è limitato alla penisola Iberica e alla Grecia. In Italia centrale (fiume Ombrone) è presente una popolazione alloctona della specie Luciobarbus graellsii, endemica dell'Ebro.
La biologia è simile a quella del genere Barbus.

## Descrizione
Questo genere è esteriormente molto simile al genere Barbus da cui però è ben distinto a livello molecolare. Inoltre i due generi presentano una struttura diversa del labbro inferiore e dei tubercoli nuziali (numerosi, piccoli e diffusi su tutta la testa e la parte anteriore del corpo in Barbus, in numero minore, più grandi e limitati al muso in Luciobarbus).
La specie di maggiori dimensioni è L. esocinus che arriva a 230 cm di lunghezza per 140 kg di peso. La maggior parte delle altre specie ha dimensioni paragonabili alle specie europee del genere Barbus.

## Specie
Al genere appartengono 21 specie:
- Luciobarbus albanicus[4] Steindachner, 1870 (barbo zagorico) - Grecia
- Luciobarbus bocagei
- Luciobarbus brachycephalus
- Luciobarbus capito
- Luciobarbus caspius
- Luciobarbus comizo
- Luciobarbus escherichii
- Luciobarbus esocinus
- Luciobarbus graecus
- Luciobarbus graellsii
- Luciobarbus guiraonis
- Luciobarbus kersin
- Luciobarbus kosswigi
- Luciobarbus kottelati
- Luciobarbus lydianus
- Luciobarbus microcephalus
- Luciobarbus mursa
- Luciobarbus mystaceus
- Luciobarbus pectoralis
- Luciobarbus sclateri
- Luciobarbus steindachneri
- Luciobarbus xanthopterus[1]